# 井本彩花
井本彩花（日语：／ Imoto Ayaka；2003年10月23日—）是日本女演員、模特兒，出身自京都府，奧斯卡傳播旗下藝人。

## 作品列表

### 電視劇
- Doctor-X～外科醫·大門未知子～ 第5季 第9集（2017年12月7日，朝日電視台）：飾演 九重遙
- 絕不交給你（2018年11月10日－12月22日，朝日電視台）：飾演 上島優美
- 女高中生的虛度日常（2020年1月24日－3月6日，朝日電視台）：飾演 久條翡翠
- 愛吃拉麵的小泉同學 第二代！（2020年3月27日，富士電視台）：飾演 高橋潤
- 櫻的親子丼 第3季（2020年10月17日－12月19日，東海電視台）：飾演 門倉真由子
- 麒麟來了 第31集（2020年11月8日，NHK）：飾演 阿市
- 櫻之塔（2021年4月15日－6月10日，朝日電視台）：飾演 及川明深
- 幪面超人REVICE（2021年9月5日－2022年8月28日，朝日電視台）：飾演 五十岚樱／假面骑士贞德（聲演）（女主角）
- 警視廳局外人（2023年1月5日－3月2日，朝日電視台）：飾演 沙希
- 轉職魔王（2023年7月17日－9月25日，關西電視台・富士電視台）：飾演 清川ミナミ
- 大奧（2024年1月18日－3月28日，富士電視台）：飾演 夜霧
- 私人銀行家（2025年1月9日－3月6日，朝日電視台）：飾演 鮎川亞里沙

## 外部連結
- 經紀公司個人資料頁面（日語）
- 井本彩花的Instagram帳戶（日語）